# Dingwang
Król Ding z dynastii Zhou (chiński: 周定王; pinyin: Zhōu Dìng Wáng) – dwudziesty pierwszy władca tej dynastii i dziewiąty ze wschodniej linii dynastii Zhou. Rządził w latach 606-586 p.n.e. Jego następcą został jego syn, Jianwang.